# كليفورد أليسون
كليفورد أليسون (بالإنجليزية: Clifford Allison) هو سائق سباق أمريكي، ولد في 20 أكتوبر 1964 في هويتاون في الولايات المتحدة، وتوفي في 13 أغسطس 1992 في Michigan International Speedway ‏ في الولايات المتحدة.

## وصلات خارجية
- كليفورد أليسون على موقع Racing-Reference.info (الإنجليزية)